# Женіва-он-те-Лейк (Огайо)
Женіва-он-те-Лейк (англ. Geneva-on-the-Lake) — селище (англ. village) в США, в окрузі Ештабула штату Огайо. Населення — 916 осіб (2020).

## Географія
Женіва-он-те-Лейк розташована за координатами 41°51′19″ пн. ш. 80°57′5″ зх. д. / 41.85528° пн. ш. 80.95139° зх. д. (41.855268, -80.951280).  За даними Бюро перепису населення США в 2010 році селище мало площу 5,90 км², з яких 5,85 км² — суходіл та 0,05 км² — водойми.

## Демографія
Згідно з переписом 2010 року, у селищі мешкало 1288 осіб у 589 домогосподарствах у складі 326 родин. Густота населення становила 218 осіб/км².  Було 1136 помешкань (193/км²).
Расовий склад населення:
| - 95,9 % — білих - 0,2 % — вихідців з тихоокеанських островів - 0,2 % — корінних американців - 0,2 % — чорних або афроамериканців - 0,2 % — азіатів |

До двох чи більше рас належало 2,4 %. Частка іспаномовних становила 3,2 % від усіх жителів.
За віковим діапазоном населення розподілялося таким чином: 19,3 % — особи молодші 18 років, 66,9 % — особи у віці 18—64 років, 13,8 % — особи у віці 65 років та старші. Медіана віку мешканця становила 42,7 року. На 100 осіб жіночої статі у селищі припадало 102,8 чоловіків;  на 100 жінок у віці від 18 років та старших — 104,9 чоловіків також старших 18 років.
Середній дохід на одне домашнє господарство  становив 39 312 долари США (медіана — 29 438), а середній дохід на одну сім'ю — 51 329 доларів (медіана — 43 942). Медіана доходів становила 34 327 доларів для чоловіків та 36 534 долари для жінок. За межею бідності перебувало 23,4 % осіб, у тому числі 22,6 % дітей у віці до 18 років та 19,5 % осіб у віці 65 років та старших.
Цивільне працевлаштоване населення становило 545 осіб. Основні галузі зайнятості: виробництво — 27,5 %, освіта, охорона здоров'я та соціальна допомога — 15,8 %, мистецтво, розваги та відпочинок — 14,9 %.